# Kiev Rus'
Kiev Rus', còn gọi là Kyiv Rus' (tiếng Slav Đông cổ: Роусь, đã Latinh hoá: Rusĭ, hoặc ро́усьскаѧ землѧ́, rusĭskaę zemlę, 'đất Rus''; tiếng Bắc Âu cổ: Garðaríki), là một nhà nước và về sau là một hỗn hợp các thân vương quốc tại Đông và Bắc Âu từ cuối thế kỷ 9 đến giữa thế kỷ 13. Kiev Rus' bao gồm nhiều chính thể và dân tộc khác nhau như Đông Slav, Norse, và Finn, do vương triều Rurik cai trị, do thân vương người Varangia là Rurik thành lập. Các quốc gia hiện đại gồm Belarus, Nga và Ukraina đều tuyên bố Kiev Rus' là tổ tiên văn hóa của họ, và tên gọi của Belarus và Nga (Rossiya) có nguồn gốc từ đây. Khi mở rộng đến cực đại vào giữa thế kỷ 11, Kiev Rus' trải rộng từ biển Trắng tại phía bắc đến biển Đen tại phía nam, và từ đầu nguồn của sông Vistula tại phía tây đến bán đảo Taman tại phía đông, thống nhất các bộ lạc Đông Slav.
Theo Biên niên sử chính yếu, Thân vương Oleg (trị. 879–912) là người thống trị đầu tiên bắt đầu thống nhất các vùng đất Đông Slav, để rồi sau này trở thành Kiev Rus'. Ông mở rộng quyền kiểm soát của mình từ Novgorod về phía nam dọc theo thung lũng sông Dnepr nhằm bảo vệ hoạt động mậu dịch khỏi các cuộc đột nhập của người Khazar từ phía đông, và nắm quyền kiểm soát thành phố Kiev (Kyiv). Sviatoslav I (trị. 943–972) đạt được bước mở rộng lãnh thổ lớn đầu tiên của nhà nước, khi tiến hành một cuộc chiến tranh chinh phục chống lại người Khazar. Vladimir Vĩ đại (trị. 980–1015) truyền bá Cơ Đốc giáo từ lễ rửa tội cho bản thân, và hạ lệnh mở rộng điều này cho toàn thể cư dân Kiev và bên ngoài thành. Kiev Rus' đạt được mức mở rộng tối đa vào thời Yaroslav Thông thái (trị. 1019–1054); các con trai ông tập hợp và ban hành bộ luật thành văn đầu tiên của nhà nước là Russkaya Pravda sau khi ông mất.
Kiev Rus' bắt đầu suy tàn vào cuối thế kỷ 11, dần tan rã thành nhiều thế lực cấp khu vực kình địch lẫn nhau trong suốt thế kỷ 12. Nó càng suy yếu hơn nữa do các nhân tố bên ngoài, như đối tác kinh tế chính là Đế quốc Byzantine suy tàn, đi kèm là thu hẹp các tuyến mậu dịch qua lãnh thổ. Kiev Rus' cuối cùng sụp đổ trước quân Mông Cổ xâm lược vào giữa thế kỷ 13, nhưng vương triều Rurik tiếp tục cai trị đến khi Feodor I của Nga mất vào năm 1598.